# Hardcore motherfuckers V.4
Hardcore motherfuckers V.4 è un album compilation hardcore pubblicato nel 2005, curato e mixato da Nico & Tetta.
Esso contiene 20 tracce realizzate da artisti noti a livello internazionale come The Masochist, Darrien Kelly, Art of Fighters The Stunned Guys e Neophyte.
Nel disco sono presenti brani editi a fianco di nuove incisioni.

## Tracce
1. Party Raiser & Distroyer - A New World Order
2. Cj D - Hysteria
3. Dj Mad Dog - Kick That Shit
4. Dj Nosferatu - Frustrated Motherfuckers
5. Dione - Deluge
6. Art of Fighters vs Nico & Tetta - Revenge
7. Dj D - Samara (fckd Up Mix)
8. Human Resource - Dominator (Stunned Guys Mix)
9. The Stunned Guys - You Will Die
10. Tha Playah - If You Want It Like That
11. Darrien Kelly * The Unknown Mc - The People Want More
12. Art of Fighters - The Thousand Faces Conspiration
13. The Masochist - No New Style?
14. Dj Petrov - Pump This Party
15. The Stunned Guys & Dj Mad Dog - Headz
16. The Viper - Blow da Club Down
17. Art of Fighters vs Nico & Tetta - Shotgun (Aof Reloaded)
18. Evil Activities Vs Dj Panic - Never Fall Asleep
19. Placid K - Ride the Party
20. Tiny Tot - Discoland (dj Isaac Remix)